# Carl Carls
Carl Johan Margot Carls (Varel, 16 settembre 1880 – Brema, 11 settembre 1958) è stato uno scacchista tedesco.
Di professione banchiere, nel 1908 fu tra i fondatori della Bremer Creditbank, della quale divenne direttore nel 1910.
Con il bianco adottava quasi esclusivamente la partita inglese per sopperire alla scarsa conoscenza della teoria delle aperture. Con il nero giocava preferibilmente la difesa Caro-Kann. Era noto per la sua grande maestria nei finali

## Principali risultati
- 1911   1º-2º a Colonia con Arpad Bauer
- 1922   2º a Bad Oeynhausen dietro a Erhardt Post (22º DSB–Congress)
- 1934   vince il 2º Campionato tedesco a Bad Aachen
- 1942   vince il torneo di Rostock davanti a Klaus Junge

Partecipò con la nazionale tedesca a tre olimpiadi degli scacchi: Londra 1927 (+7 –3 =5), Amburgo 1930 (+6 –1 =7), Monaco 1936 (+5 –2 =10).
Vinse due medaglie di bronzo di squadra (1930 e 1936).
Gli sono attribuite due importanti continuazioni della partita inglese:
- variante Mikenas-Carls:  1 c4 Cf6 2. Cc3 e6 3. e4  (cod. ECO A18)
- sistema di Brema:  1. c4 e5 2. Cc3 Cf6 3. g3  (cod. ECO A22-A29)

La FIDE gli attribuì il titolo di Maestro internazionale nel 1951.